# Jasmin Agić
Jasmin Agić (Pola, 26 dicembre 1974) è un ex calciatore croato, di ruolo centrocampista.

## Carriera

### Club
Ha giocato nella prima divisione croata (che ha anche vinto nella stagione 2002-2003 con la Dinamo Zagabria) ed in quella sudcoreana.

### Nazionale
Ha giocato in totale 14 partite con la nazionale croata.

## Palmarès

### Club

#### Competizioni nazionali
- Coppa di Croazia: 3

Dinamo Zagabria: 2000-2001, 2001-2002, 2003-2004
- Supercoppa di Croazia: 2

Dinamo Zagabria: 2002, 2003
- Campionato croato: 1

Dinamo Zagabria: 2002-2003